# Neper (cráter)

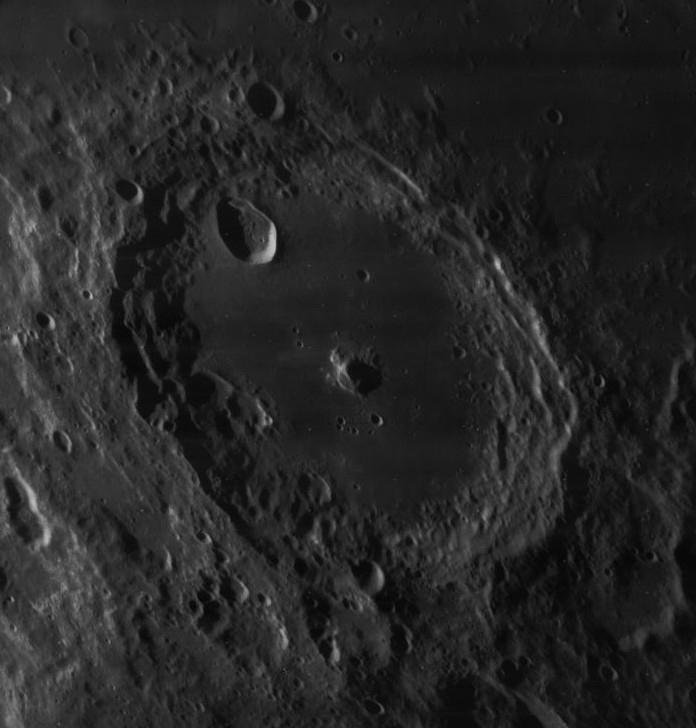
Fotografía de la misión Lunar Orbiter 4 (1967)

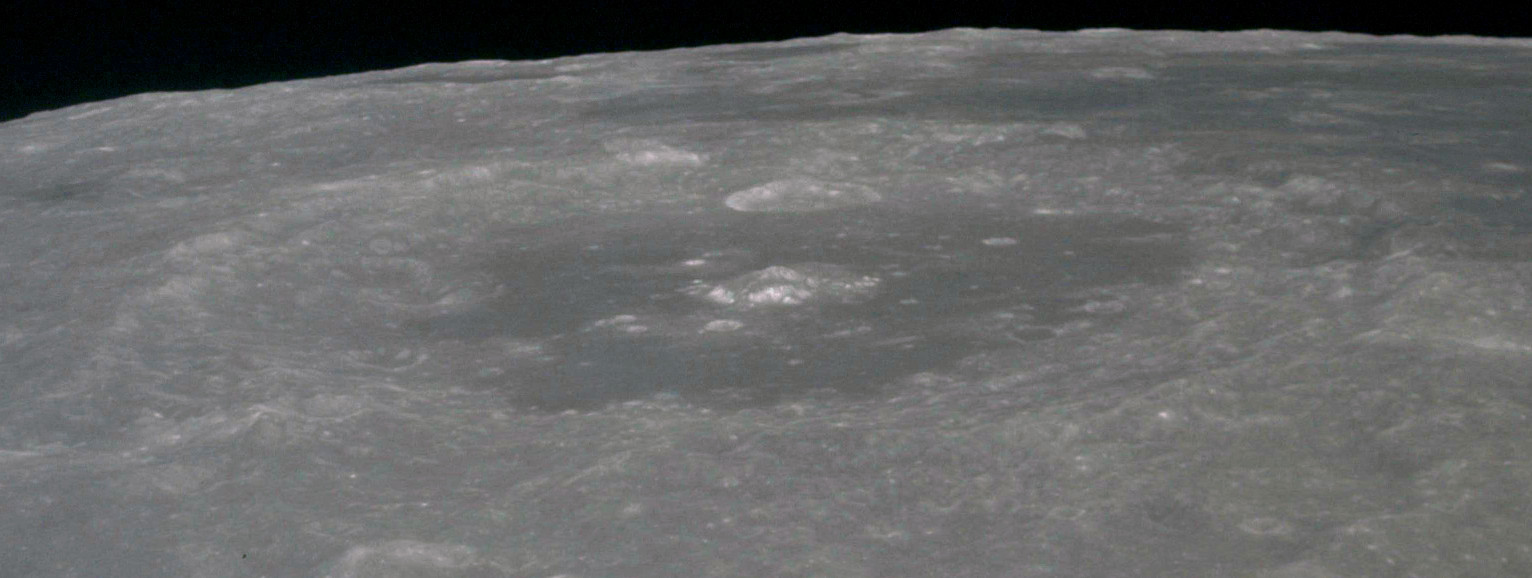
Fotografía de la misión Apolo 10

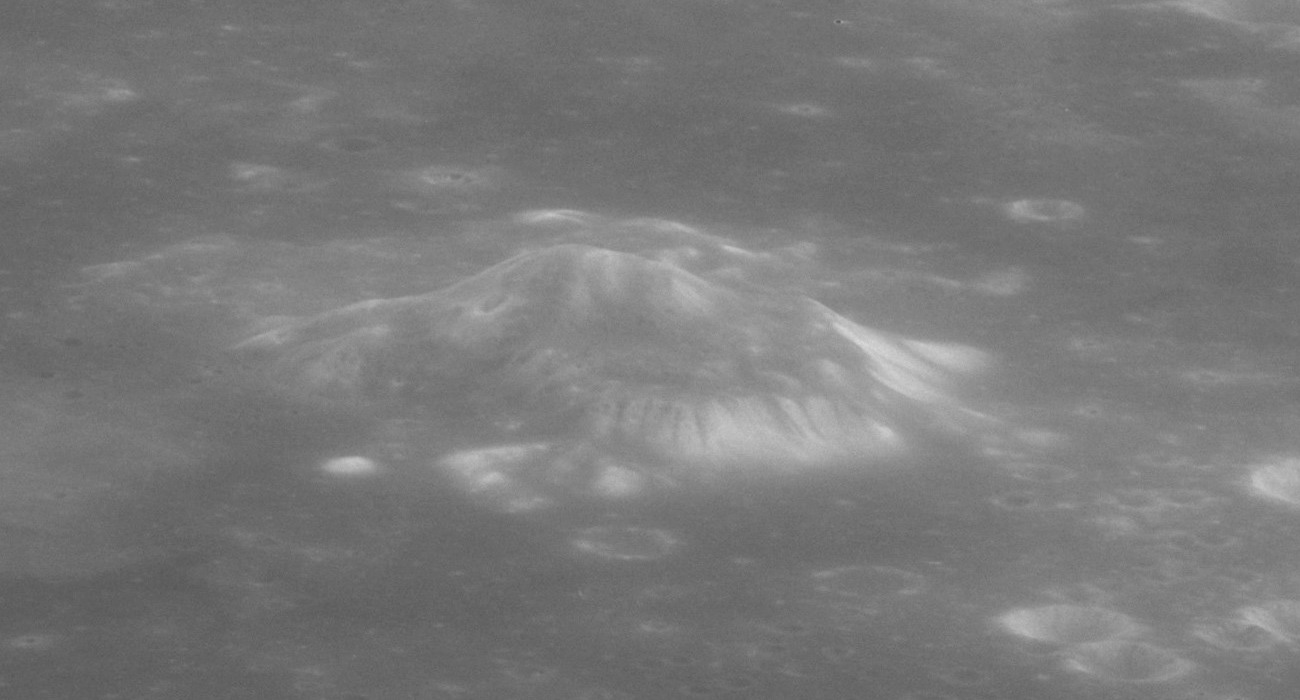
Fotografía de la misión Apolo 11

Neper es un antiguo cráter de impacto ubicado cerca del limbo este de la Luna. Debido a su ubicación, el cráter solo es visible desde la Tierra durante períodos de libración adecuados, apareciendo con un pronunciado escorzo. El cráter se encuentra en el extremo sur del Mare Marginis, al este del cráter Jansky. A través del Mare Marginis hacia el noroeste se halla el cráter Goddard.
|  |  |

Las paredes interiores del cráter están aterrazadas, con un brocal bajo en los extremos norte y sur. El suelo del cráter es oscuro y plano, con un pico central y varios impactos de cráteres cerca del borde oeste. El más notable de estos es un pequeño cráter cerca del borde norte-noroeste, denominado Virchow.
Recibe su nombre del matemático, físico, astrónomo y astrólogo escocés John Napier.

## Cráteres satélite
Por convención estos elementos son identificados en los mapas lunares poniendo la letra en el lado del punto medio del cráter que está más cercano a Neper.
|       | \| Neper \| Coordenadas \| Diámetro \| \| ----- \| ---------------------------- \| -------- \| \| D \| 9°12′N 80°48′E / 9.2, 80.8 \| 40 km \| \| H \| 10°24′N 78°12′E / 10.4, 78.2 \| 9 km \| \| Q \| 8°00′N 83°06′E / 8.0, 83.1 \| 12 km \| |          |
| Neper | Coordenadas | Diámetro |
| D     | 9°12′N 80°48′E / 9.2, 80.8 | 40 km    |
| H     | 10°24′N 78°12′E / 10.4, 78.2 | 9 km     |
| Q     | 8°00′N 83°06′E / 8.0, 83.1 | 12 km    |

Los siguientes cráteres han sido renombrados por la UAI:
- Neper G -  Ver  Virchow (cráter).
- Neper K -  Ver  Tacchini (cráter).